# Complexe du plateau et du bassin du Fraser
Localisation
Le complexe du plateau et du bassin du Fraser est une écorégion terrestre nord-américaine du type Forêts de conifères tempérées du World Wildlife Fund

## Répartition
Cette écorégion occupe la région centrale de la Colombie-Britannique.

## Climat
La température annuelle moyenne est de 3 °C.  La température estivale moyenne est de 12,5 °C et la température hivernale moyenne de −7,5 °C.  Le taux de précipitations annuel varie entre 250 mm et 300 mm à la jonction des rivières Chilcotin et Fraser, et entre 600 mm et 800 mm dans montagnes de l'ouest de l'écorégion. 

## Caractéristiques biologiques
La végétation de cette écorégion constitue une zone de transition entre les forêts côtière de l'ouest et les forêts plus arides à l'est.  Les forêts subalpines se composent principalement d'épinettes d'Engelmann et de sapins subalpins.  Dans les forêts alpestres, on trouve l'épinette d'Engelmann, le peuplier faux-tremble, l'épinette blanche et le sapin de Douglas.  Le fond des vallées des rivières Chilcotin et Fraser est occupé principalement par la prairie.  Les régions en altitude sont souvent couvertes par la toundra alpine.  

## Conservation
On estime intacte 25 % seulement de cette écorégion.   